# 鄚公榆
鄚公榆（越南语：／；？—1833年），越南阮朝官員，官職為河僊鎮守。
鄚公榆是鄚子潢的庶子，祖父為鄚天賜。1780年，鄚天賜受到陷害在暹羅自殺，包括鄚子潢在內的鄚氏族人多被暹羅王鄭昭處死，其餘越南流亡者被驅逐到郊外。年幼的鄚公榆、鄚公柄、鄚公栖、鄚公材混雜於越南平民之間，因此倖免於難。1782年，拉瑪一世奪取暹羅王位後，越南流亡者獲准回到曼谷居住。
此後，他長期生活在暹羅。1799年，跟隨鄚子添回到河僊。1807年，鄚子添出使暹羅，鄚公榆權領鎮務。
1809年，鄚子添逝世。此時阮朝已鞏固其對國內的統治，遂不允許暹羅涉足河僊鎮事務。為避免鄚公榆引暹羅人來爭奪鎮守之位，阮福映派遣善政侯阮文善為鎮守、會理侯阮德會為協鎮、珠光侯楊文珠為參協，準頒銅章紫泥行事，來到河僊鎮接受了鎮務。阮文善因病沒有來，阮德會、楊文珠二人前來河僊，但兩個月後，二人發生衝突，甚至以兵互相攻伐。嘉定總鎮阮文誠將二人逮捕到嘉定治罪。
1811年，阮福映又任命教化侯張福教為鎮守、明德侯裴文明為協鎮，前往接受鎮務。鄚公榆則被召到順化，阮福映復其家五十人徭役。翌年，再度獲得召見，問邊事，賜衣一襲、錢三十緡，同年，又以如暹乙副使身份前往暹羅。
1813年，越南與暹羅之間在柬埔寨發生衝突，導致兩國關係緊張。為了利用鄚氏家族在兩國之間的微妙地位，鄚公榆於1816年被任命為河僊鎮協鎮，但此時河僊鎮已完全被阮朝控制。在任期間，曾讓鄚氏舊臣武世營編纂《河仙鎮協鎮鄚氏家譜》。1818年，被擢為河僊鎮守。
鄚公榆於1829年以年老為由致仕，其弟鄚公材繼任鎮守之職。1832年，河僊鎮建制被廢，改為河僊省。翌年，黎文𠐤之亂爆發，鄚公榆、鄚公材及和他們的兒子鄚侯熺、鄚侯耀都接受了黎文𠐤任命的官職。不久，他們被阮朝逮捕，送往順化審問。鄚公榆、鄚公材不久病死於順化。